# 이서국
이서국(伊西國)은 삼한 시대에 있던 변진(弁辰) 계통의 부족국가로, 신라 초기에 복속하였다. 현재의 경상북도 청도군 이서면과 화양읍 일대에 위치해 있던 것으로 여겨진다.

## 위치
이서국은 현재의 경상북도 청도군 이서면과 화양읍 일대에 위치하였다. 《삼국유사》는 운문사 《제사납전기》(諸寺納田記)를 인용하며 고려시대 청도(淸道) 땅인 금오촌이 이서군이라 기록되었으니 청도가 옛 이서국 자리라 하였다. 《동국여지승람》의 청도군 건치연혁조는 이서국의 멸망 후 솔이산(率伊山)·경산(驚山)·오도산(烏刀山)에 있는 세 성과 합쳐 대성군(大城郡)을 설치했다고 했다.

## 역사
《삼국유사》는 유리 이사금 통치기인 건무 18년(42년)에 이서국을 정벌해 멸망시켰다고 전한다. 허나 뒤의 고구려 침입 기사가 당시 시대상황에 나타날 수 없다는 점에 사실이 아니라는 비판을 받는다.
이후 《삼국사기》와 《삼국유사》는 유례 이사금 14년에 이서국 사람이 금성(金城)을 공격하였다고 한다. 신라는 대병으로 막았으나 역부족이었으며 이에 위협당하고 있을 때 홀연히 이병(異兵)이 나타나 신라병을 도와 이서국을 물리쳤다고 한다. 이후 유례왕에 의해 신라에 점령당하고(서기 742년)  경덕왕때 대성군(大城郡)이 된다.